# Targa Florio 1940

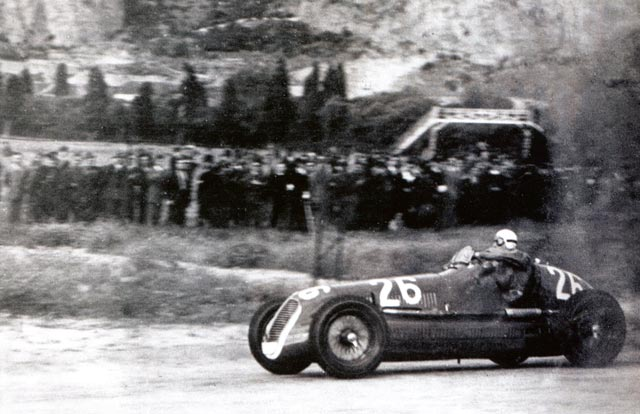
Rennsieger Luigi Villoresi im Maserati 4CL

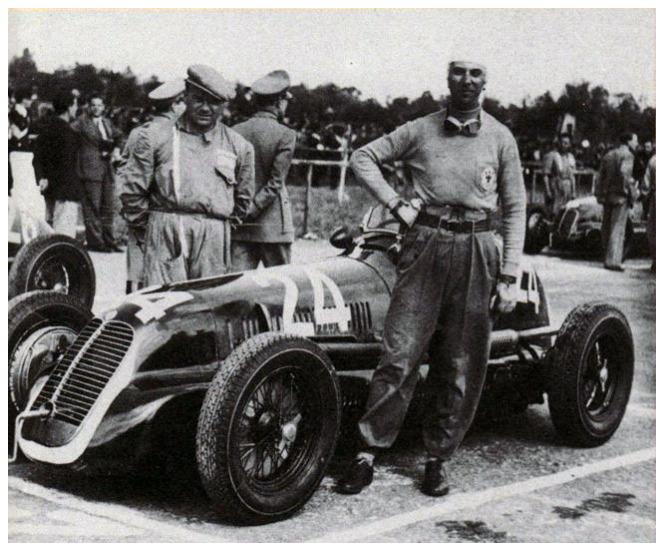
Der zweitplatzierte Franco Cortese (rechts) neben seinem Einsatzwagen. Links steht der Maserati-Mechaniker Luigi Parenti

Die 31. Targa Florio, auch XXXI Targa Florio und 4. Coppa Principe di Napoli, war ein Voiturette-Rennen auf Sizilien und fand am 23. Mai 1940 statt.

## Vorgeschichte
Die Targa Florio nimmt in der Geschichte des Motorsports eine besondere Stellung ein, da sie die letzte Rennveranstaltung auf europäischem Boden während des Zweiten Weltkriegs war. Am Renntag, dem 23. Mai, standen die Panzerspitzen der Deutschen Wehrmacht vor Abbeville und die Schlacht von Dünkirchen, die unter anderem den Westfeldzug beenden sollte, lief seit zwei Tagen. Zwei Wochen später, am 10. Juni 1940, trat das faschistische Italien in den Krieg ein. Dass es den Funktionären des Sicilian Automobile Club gelang, im Mai 1940 noch ein Autorennen zu organisieren lag, vor allem an der von den sizilianischen Politikern betriebenen Unabhängigkeit von der Regierung in Rom.

## Das Rennen
Wie in den Jahren davor, war die Targa Florio 1940 ein Rennen der Maserati-Rennwagen, die von allen Teilnehmern gefahren wurden. Zwei Maserati 4CL meldete das Werksteam für die Fahrer Luigi Villoresi und Franco Cortese. Für die Scuderia Torino gingen Nunzio Nasi, Renato Balestrero, Alberto Ascari und Andrea Brezzi an den Start.
Vom Start weg dominierte Luigi Villoresi die Konkurrenz und beendete das Rennen mit einem Start-Ziel-Sieg. 1 Minute und 15 Sekunden hinter ihm fuhr sein Teamkollege Franco Cortese als Zweiter über die Ziellinie. Dritter wurde Giovanni Rocco, der die Targa Florio 1938 gewonnen hatte.

## Ergebnisse

### Schlussklassement
| 1           | Categoria Corsa per 1.5 Litro | 26 | Officine Alfieri Maserati | Luigi Villoresi   | Maserati 4CL | 40 |
| 2           | Categoria Corsa per 1.5 Litro | 24 | Officine Alfieri Maserati | Franco Cortese    | Maserati 4CL | 40 |
| 3           | Categoria Corsa per 1.5 Litro | 18 | Giovanni Rocco            | Giovanni Rocco    | Maserati 4CL | 40 |
| 4           | Categoria Corsa per 1.5 Litro | 6  | Ettore Bianco             | Ettore Bianco     | Maserati 4CL | 40 |
| 5           | Categoria Corsa per 1.5 Litro | 2  | Scuderia Ambrosiana       | Arialdo Ruggeri   | Maserati 6CM | 38 |
| 6           | Categoria Corsa per 1.5 Litro | 12 | Scuderia Ambrosiana       | Guido Barbieri    | Maserati 6CM | 38 |
| 7           | Categoria Corsa per 1.5 Litro | 32 | Giacomo Palmieri          | Giacomo Palmieri  | Maserati 6CM | 37 |
| 8           | Categoria Corsa per 1.5 Litro | 10 | Scuderia Torino           | Nunzio Nasi       | Maserati 6CM | 37 |
| 9           | Categoria Corsa per 1.5 Litro | 20 | Enrico Platé              | Enrico Platé      | Maserati 6CM | 36 |
| 10          | Categoria Corsa per 1.5 Litro | 4  | Scuderia Torino           | Renato Balestrero | Maserati 6CM | 36 |
| 11          | Categoria Corsa per 1.5 Litro | 8  | Secondo Corsi             | Secondo Corsi     | Maserati 6CM | 36 |
| Ausgefallen |                               |    |                           |                   |              |    |
| 12          | Categoria Corsa per 1.5 Litro | 22 | Mario Moradei             | Franco Cortese    | Maserati 6CM |    |
| 13          | Categoria Corsa per 1.5 Litro | 28 | Scuderia Torino           | Alberto Ascari    | Maserati 6CM |    |
| 14          | Categoria Corsa per 1.5 Litro | 16 | Carlo Pagliano            | Carlo Pagliano    | Maserati 4CM |    |
| 15          | Categoria Corsa per 1.5 Litro | 14 | Emilio Romano             | Emilio Romano     | Maserati 6CM |    |
| 16          | Categoria Corsa per 1.5 Litro | 30 | Scuderia Torino           | Andrea Brezzi     | Maserati 6CM |    |

### Nur in der Meldeliste
Zu diesem Rennen sind keine weiteren Meldungen bekannt.

### Klassensieger
| Klasse                        | Fahrer          | Fahrzeug     | Platzierung im Gesamtklassement |
| ----------------------------- | --------------- | ------------ | ------------------------------- |
| Categoria Corsa per 1.5 Litro | Luigi Villoresi | Maserati 4CL | Gesamtsieg                      |

### Renndaten
- Gemeldet: 16
- Gestartet: 16
- Gewertet: 11
- Rennklassen: 1
- Zuschauer: unbekannt
- Wetter am Renntag: trocken und warm
- Streckenlänge: 5,700 km
- Fahrzeit des Siegerteams: 1:36:08,600 Stunden
- Gesamtrunden des Siegerteams: 40
- Gesamtdistanz des Siegerteams: 228,000 km
- Siegerschnitt: unbekannt
- Schnellste Trainingszeit: Luigi Villoresi – Maserati 4CL (#26) – 2:21,600 = 145,400 km/h
- Schnellste Rennrunde: Luigi Villoresi – Maserati 4CL (#26) – 2:19,400 = 147,242 km/h
- Rennserie: zählte zu keiner Rennserie